# Calluga lobata
Calluga lobata är en fjärilsart som beskrevs av George Francis Hampson 1912. Calluga lobata ingår i släktet Calluga och familjen mätare. Inga underarter finns listade i Catalogue of Life.